# Cattedrali in Tanzania

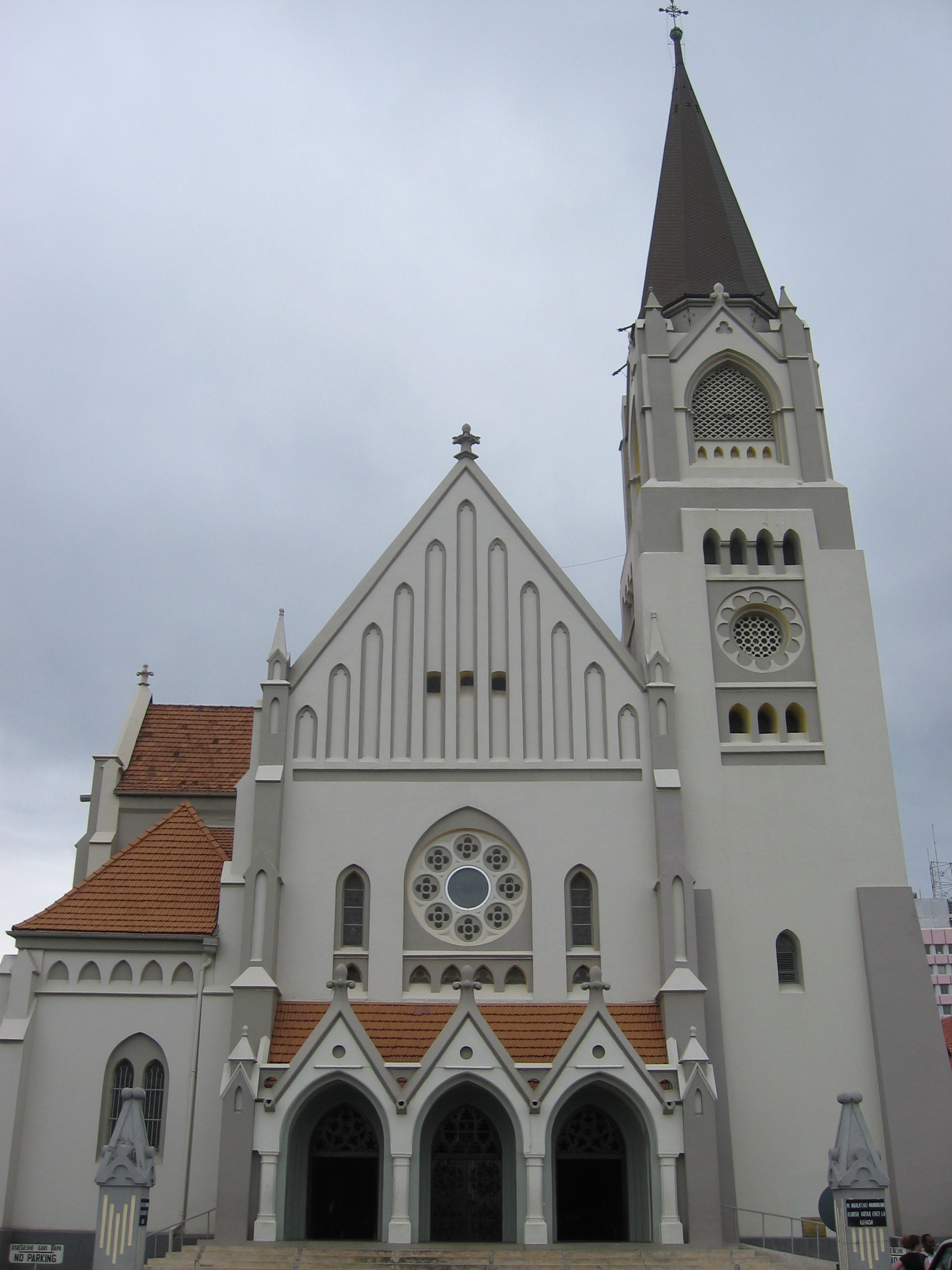
Cattedrale cattolica di San Giuseppe, Dar-es-Salaam

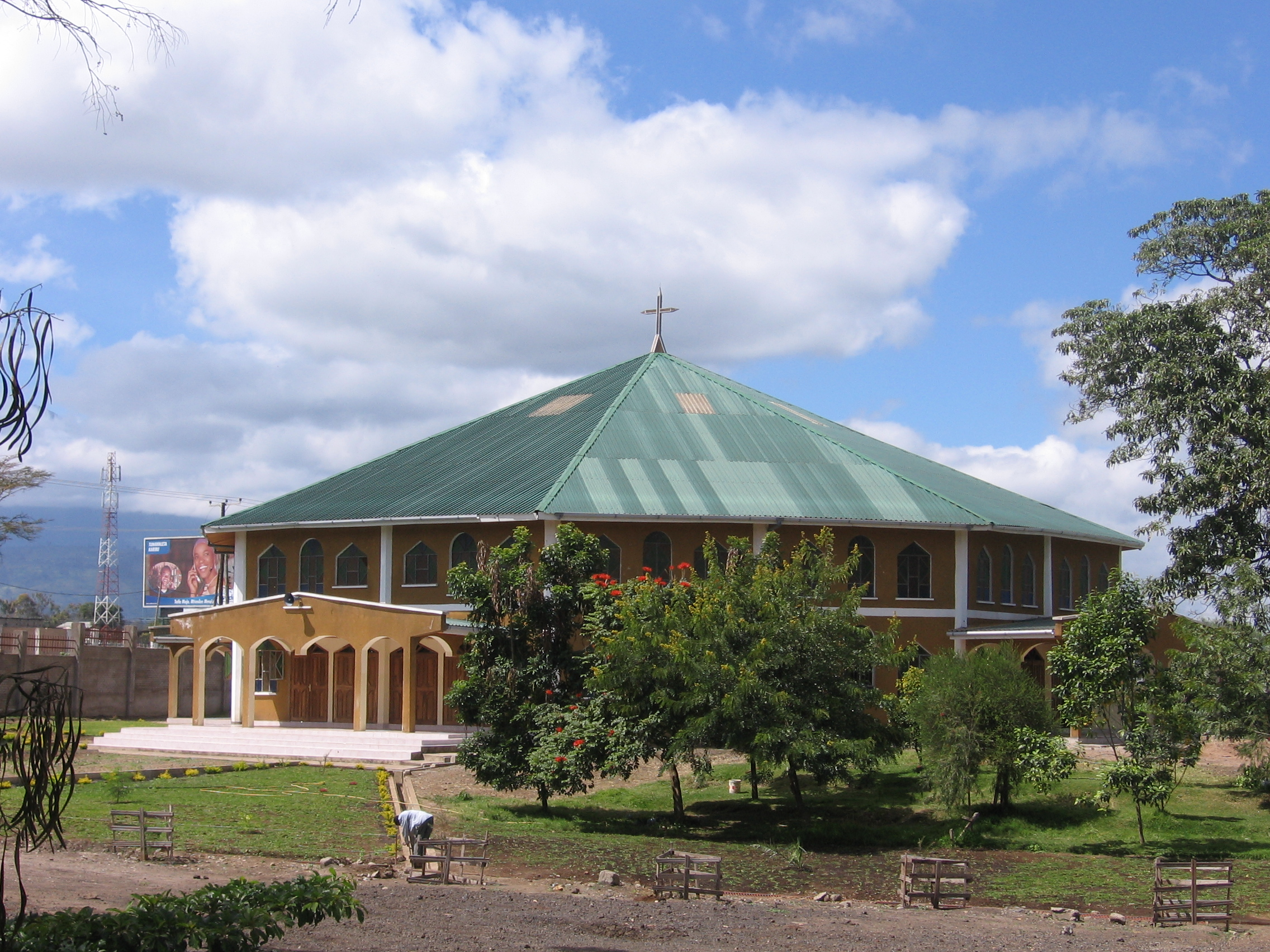
Cattedrale cattolica di Santa Teresa, Arusha

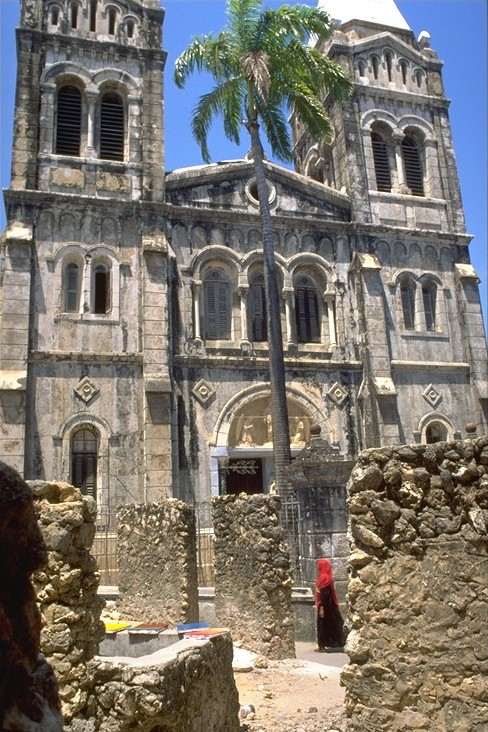
Cattedrale cattolica di San Giuseppe, Zanzibar

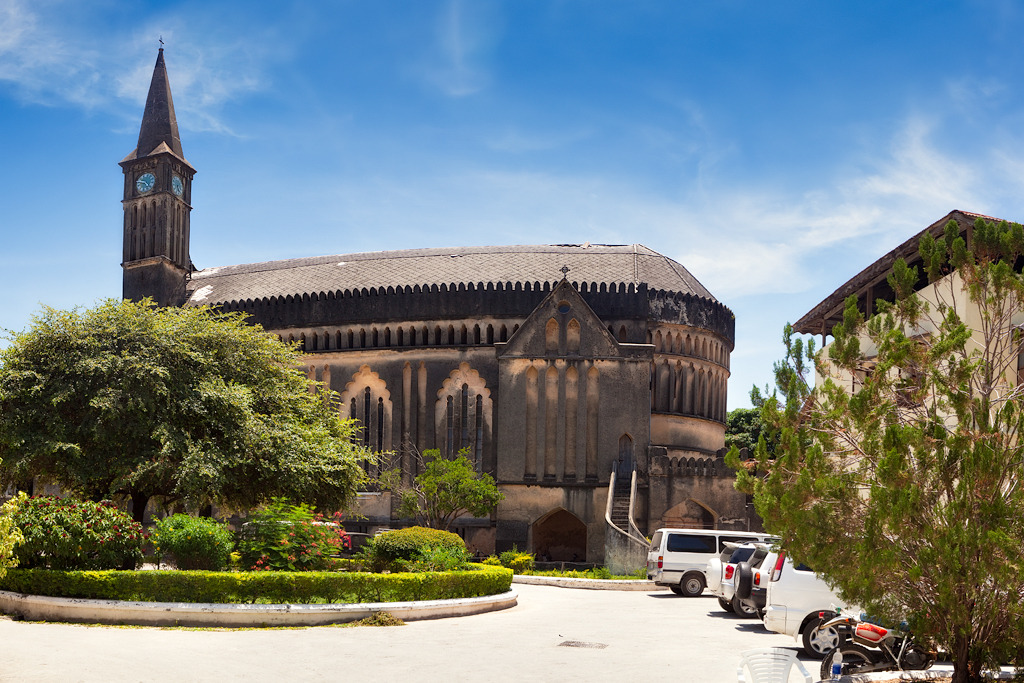
Cattedrale anglicana di Cristo, Zanzibar

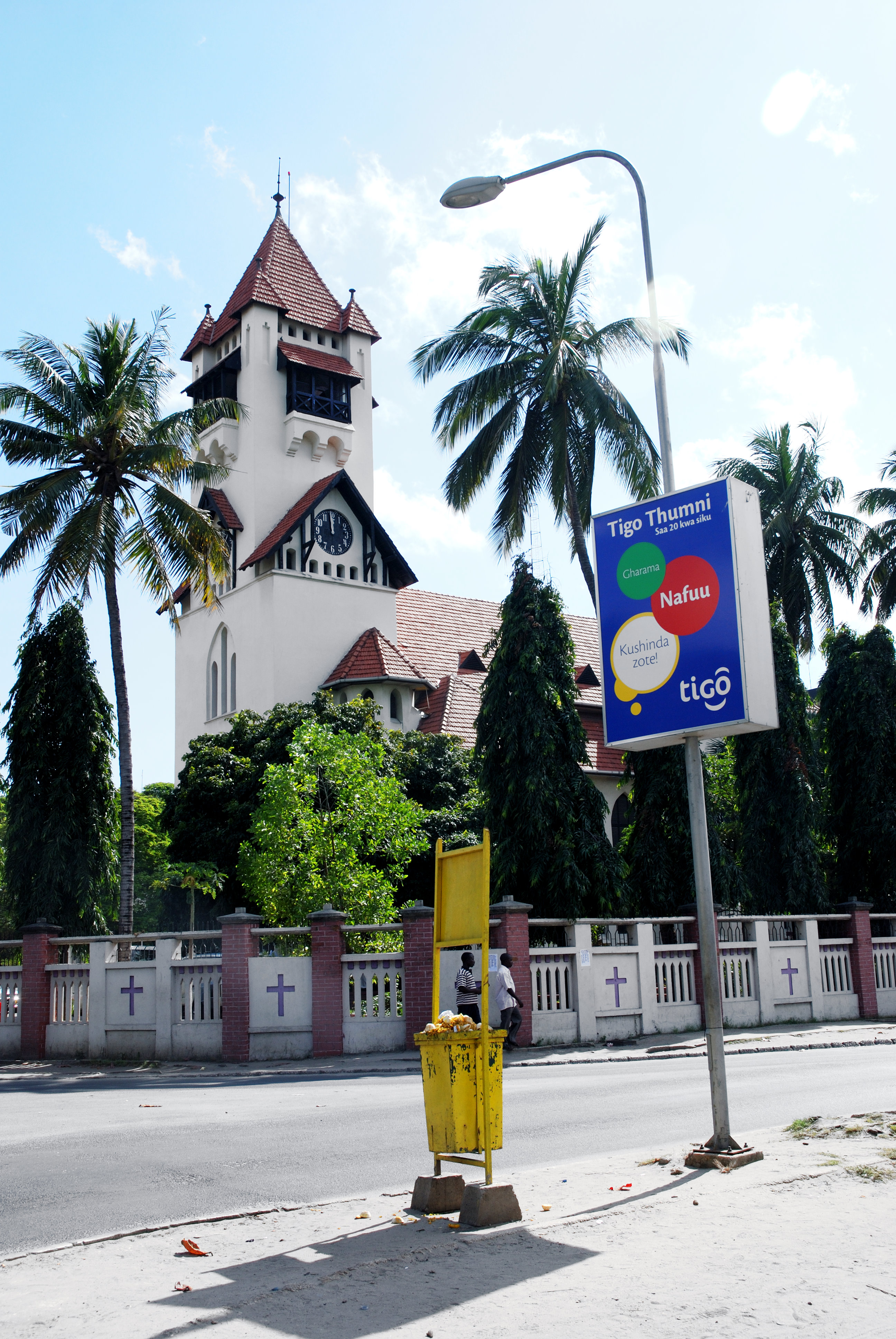
Cattedrale luterana di Azania Front, Dar es Salaam

Questa è una lista delle cattedrali in Tanzania.

## Cattedrali cattoliche
| Cattedrale                                           | Arcidiocesi o Diocesi        | Località      |
| ---------------------------------------------------- | ---------------------------- | ------------- |
| Cattedrale di Santa Teresa                           | Arcidiocesi di Arusha        | Arusha        |
| Cattedrale Sanu                                      | Diocesi di Mbulu             | Mbulu         |
| Cattedrale di Cristo Re                              | Diocesi di Moshi             | Moshi         |
| Cattedrale di Cristo Re                              | Diocesi di Same              | Same          |
| Cattedrale di San Giuseppe                           | Arcidiocesi di Dar-es-Salaam | Dar-es-Salaam |
| Cattedrale del Cuore Immacolato di Maria             | Diocesi di Bagamoyo          | Bagamoyo      |
| Cattedrale di San Patrizio                           | Diocesi di Ifakara           | Ifakara       |
| Cattedrale di Cristo Re                              | Diocesi di Mahenge           | Mahenge       |
| Cattedrale di San Patrizio                           | Diocesi di Morogoro          | Morogoro      |
| Cattedrale di Sant'Antonio                           | Diocesi di Tanga             | Tanga         |
| Cattedrale di San Giuseppe                           | Diocesi di Zanzibar          | Zanzibar      |
| Cattedrale di San Paolo della Croce                  | Arcidiocesi di Dodoma        | Dodoma        |
| Cattedrale dello Spirito Santo                       | Diocesi di Kondoa            | Kondoa        |
| Cattedrale dello Spirito Santo                       | Diocesi di Singida           | Singida       |
| Cattedrale dell'Epifania                             | Arcidiocesi di Mwanza        | Mwanza        |
| Cattedrale di Maria Mater Misericordiae              | Diocesi di Bukoba            | Bukoba        |
| Cattedrale di San Paolo                              | Diocesi di Bunda             | Bunda         |
| Cattedrale di Maria Regina della Pace                | Diocesi di Geita             | Geita         |
| Cattedrale di San Giorgio                            | Diocesi di Kayanga           | Kayanga       |
| Cattedrale di Santa Maria Madre di Dio               | Diocesi di Musoma            | Musoma        |
| Procattedrale di Cristo Re                           | Diocesi di Rulenge-Ngara     | Rulenge       |
| Cattedrale di Maria Mater Misericodiae               | Diocesi di Shinyanga         | Shinyanga     |
| Cattedrale di Cristo Re                              | Arcidiocesi di Mbeya         | Mbeya         |
| Cattedrale del Sacro Cuore                           | Diocesi di Iringa            | Iringa        |
| Cattedrale dell'Assunzione della Beata Vergine Maria | Diocesi di Mafinga           | Mafinga       |
| Cattedrale dei Re Magi                               | Diocesi di Sumbawanga        | Sumbawanga    |
| Cattedrale di San Mathias Mulumba Kalemba            | Arcidiocesi di Songea        | Songea        |
| Cattedrale di Sant'Andrea Kaggwa                     | Diocesi di Lindi             | Lindi         |
| Cattedrale di San Kilian                             | Diocesi di Mbinga            | Mbinga        |
| Cattedrale di Ognissanti                             | Diocesi di Mtwara            | Mtwara        |
| Cattedrale di San Giuseppe                           | Diocesi di Njombe            | Njombe        |
| Cattedrale di Tunduru                                | Diocesi di Tunduru-Masasi    | Tunduru       |
| Cattedrale di Santa Teresa                           | Arcidiocesi di Tabora        | Tabora        |
| Cattedrale di San Carlo Lwanga                       | Diocesi di Kahama            | Kahama        |
| Cattedrale di Nostra Signora della Vittoria          | Diocesi di Kigoma            | Kigoma        |
| Cattedrale dell'Immacolata Concezione                | Diocesi di Mpanda            | Mpanda        |

## Cattedrali anglicane
| Cattedrale                     | Arcidiocesi o Diocesi                          | Località      |
| ------------------------------ | ---------------------------------------------- | ------------- |
| Cattedrale anglicana di Dodoma | Diocesi anglicana del Tanganica Centrale       | Dodoma        |
| Cattedrale di Sant'Albano      | Diocesi anglicana di Dar-es-Salaam             | Dar-es-Salaam |
| Cattedrale di Cristo           | Diocesi anglicana del Monte Kilimangiaro       | Arusha        |
| Cattedrale di Tutti i Santi    | Diocesi anglicana di Mpwapwa                   | Mpwapwa       |
| Cattedrale di Sant'Andrea      | Diocesi anglicana del Tanganica Sudoccidentale | Njombe        |
| Procattedrale di San Luca      | Diocesi anglicana di Tarime                    | Tarime        |
| Cattedrale di San Nicola       | Diocesi anglicana di Victoria Nyanza           | Mwanza        |
| Cattedrale di Sant'Andrea      | Diocesi anglicana del Tanganica Occidentale    | Kasulu        |
| Cattedrale di Cristo           | Diocesi anglicana di Zanzibar                  | Zanzibar      |

## Cattedrale luterana
| Cattedrale                 | Diocesi                      | Città         |
| -------------------------- | ---------------------------- | ------------- |
| Cattedrale di Azania Front | Diocesi luterana di Tanzania | Dar-es-Salaam |